# Падрон, Бальтазар
Бальтазар Падрон (исп. Baltasar Padrón; дата рождения неизвестна, Канарские острова — 1817, Каракас) — испанский финансист.
Предположительно родился на Канарских островах. Прибыл на территорию современной Венесуэлы в 1778 году, где служил в качестве инспектора налогов на табачных предприятиях. В 1810 году прибыл в Каракас, где присоединился к движению за независимость Венесуэлы. Согласно декрету высшего совета от 6 марта 1810 года возглавил Венесуэлу.